# 清源大桥
清源大桥位于中国吉林省吉林市，是跨越松花江的一座桥梁，连接昌邑区和龙潭区。1998年通车。大桥北端与滨江北路、清源街连接；南端与松江北路、解放北路连接。
大桥全长532米，宽22米，双向4车道。